# Українська мова (енциклопедія)
«Українська мова: енциклопедія» — перша енциклопедія, присвячена українській мові та українському мовознавству. Найґрунтовніше енциклопедичне видання в галузі українського мовознавства, що висвітлює основні досягнення сучасної лінгвістики, передусім української. Енциклопедія вийшла у видавництві «Українська енциклопедія» імені М. П. Бажана (Київ) 2000 року накладом 5000 примірників. Друге видання вийшло 2004 року, третє — 2007 року, четверте — 2013 року. До кожного з наступних видань упорядники додавали нові статті — здебільшого про персоналії.
Енциклопедія є фаховим довідником з основних понять загального мовознавства (в тому плані, в якому це має стосунок до української мови та українського мовознавства).
У підготовці видання взяли участь найкращі фахівці (учені) Національної академії наук України, Інституту мовознавства імені О. О. Потебні НАН України, Інституту української мови НАН України.

## Короткий опис
Цю працю було розпочато ще наприкінці 1980-х років. Безпосередня праця над енциклопедією, в якій взяли участь близько 130 авторів, тривала понад 10 років.
У цій праці розглянуто різні аспекти опису української мови — її будову, територіальне поширення, соціальне та стилістичне функціонування; історичний розвиток, місце серед інших мов і контакти з ними, пам'ятки української мови і писемності; представлено українську мову на карті світу, прикладне застосування її досліджень, історію і сучасний стан науки про українську мову (як в Україні, так і за кордоном) тощо.
Енциклопедія містить статті про установи та організації, друковані органи, які досліджують та пропагують українську мову. Цим всім, до речі, енциклопедія з української мови відрізняється від енциклопедичних видань з мовних питань у інших країнах, наприклад, польської чи російської мов. Особливу увагу автори видання приділили питанням навчання та пропаганди української мови. Їх, зокрема, висвітлює цикл статей, присвячених викладанню української мови в школі та вищих навчальних закладах. У цьому ж циклі можна знайти відомості про науково-методичні видання для викладачів української мови, як створені ще в радянські часи, так і засновані вже у незалежній
Україні.
В анотації до енциклопедії «Українська мова» сказано, що в ній на основі досягнень сучасного мовознавства подано відомості про українську мову та українське мовознавство. В енциклопедії розкрито термінологічні одиниці, номенклатурні одиниці, розглянуто різні аспекти опису української мови, подано основні поняття загального мовознавства. Багато статей присвячено мовознавцям, письменникам, які зробили істотний внесок у розвиток української мови, мовознавчої науки тощо. Видання містить понад 1800 статей, карту та значну кількість кольорових і чорно-білих ілюстрацій.

## Редакційна колегія
- Русанівський В. М. (співголова),
- Тараненко О. О. (співголова),
- Зяблюк М. П. (заступник голови),
- Карпіловська Є. А. (відповідальний секретар),
- Вихованець І. Р.,
- Гриценко П. Ю.,
- Єрмоленко С. Я.,
- Задунайська Л. М.,
- Клименко Н. Ф.,
- Мельничук О. С.,
- Німчук В. В.,
- Півторак Г. П.,
- Скляренко В. Г.,
- Ткаченко О. Б.